# Ngô Hùng Toại
Ngô Hùng Toại (chữ Hán: 吳熊遂), là vị vua thứ sáu của nước Ngô tồn tại từ cuối thời nhà Thương sang thời Đông Chu trong lịch sử Trung Quốc.
Ông mang họ Cơ, là con của Ngô Chu Chương – quân chủ thứ 5 nước Ngô.
Sử sách không ghi chép thời gian ông làm quân chủ, không rõ năm bắt đầu, năm mất và các sự kiện trong thời gian ông ở ngôi.
Sau khi ông mất, con ông là Cơ Kha Tương lên nối ngôi.